# Albert Ranning
Albert Ranning født 1998, er en dansk atlet medlem af Københavns IF.
Ranning deltog ved EM-U23 2019 i Gävle i Sverige, hvor han blev nummer 24 på 100 meter med tiden 11,00.

## Danske mesterskaber
- Bronze 2019 100 meter
- Sølv 2019 200 meter-inde
- Sølv 2018 4x100 meter
- Bronze 2017 4x100 meter

## Personlige rekorder
Ude
- 100 meter: 10,40 2019
- 150 meteer: 16,47 2018
- 200 meter: 21,32 2019
- 300 meter: 35,25 2018
- Længdespring: 6,83 2015
- Højdespring: 1,90 2014

Inde
- 60 meter: 6,96 2019
- 200 meter: 22,22 2018